# František Roubík
František Roubík (31. července 1890 Jindřichův Hradec – 5. května 1974 Praha) byl český historik a archivář.

## Život
Studoval v letech 1911–1919 historii a PVH na filosofické fakultě Univerzity Karlovy a poté v letech 1919–1921 na Státní archivní škole. V době studií začal pracovat v archivu v Jindřichově Hradci (černínský archiv), poté v Archivu hl. m. Prahy a do roku 1939 pracoval v archivu ministerstva vnitra. Vedle toho učil na Státní archivní škole, roku 1934 byl jmenován docentem na FF UK (pro historickou vlastivědu, kde navazoval na J. V. Šimáka), na filosofické fakultě také učil do roku 1967 paleografii novověku. V letech 1952–1959 vedl oddělení historické geografie Historického ústavu ČSAV (od roku 1953 byl v akademii členem korespondentem).
Jeho práce má velmi široký záběr, důležitými tématy byly zejména historická geografie, či historická vlastivěda, zde zejména dějiny kartografie, dále to byly sociální dějiny, dějiny správy, novověká diplomatika a paleografie.

## Dílo
- Časopisectvo v Čechách v letech 1848–1862, 1930
- Dějiny Chodů u Domažlic, 1931
- Bibliografie časopisectva 1863–1895, 1936
- Vývoj správního rozdělení Čech v letech 1850–1868, 1939
- Příručka vlastivědné práce, 1941, 2. upravené vydání 1947
- Petice venkovského lidu z Čech k Národnímu výboru z roku 1848, 1954
- Soupis map českých zemí, 2 svazky, 1951–1955
- Soupis a mapa zaniklých osad v Čechách, 1959